# Широтное
Широтное (фин. Mustajärvi) — озеро на территории Севастьяновского сельского поселения Приозерского района Ленинградской области.

## Общие сведения
Площадь озера — 0,5 км². Располагается на высоте 32,6 метров над уровнем моря.
Форма озера лопастная, продолговатая: вытянуто с запада на восток. Берега возвышенные, преимущественно скалистые.
С западной стороны в озеро втекает безымянный водоток, вытекающий из озера Большого Ершового. Из восточной оконечности озера вытекает ручей Черноозерский, по озеру Мышкино меняющий своё название на реку Рыбную, которая втекает по правому берегу в реку Севастьяновку, впадающую в озеро Невское, из которого вытекает река Новинка, которая, в свою очередь, втекает в озеро Вуоксу.
В озере не менее пяти безымянных островов различной площади, однако их количество может варьироваться в зависимости от уровня воды.
Название озера переводится с финского языка как «чёрное озеро».
Код объекта в государственном водном реестре — 01040300211102000012707.